# Concierto para violín (Berg)

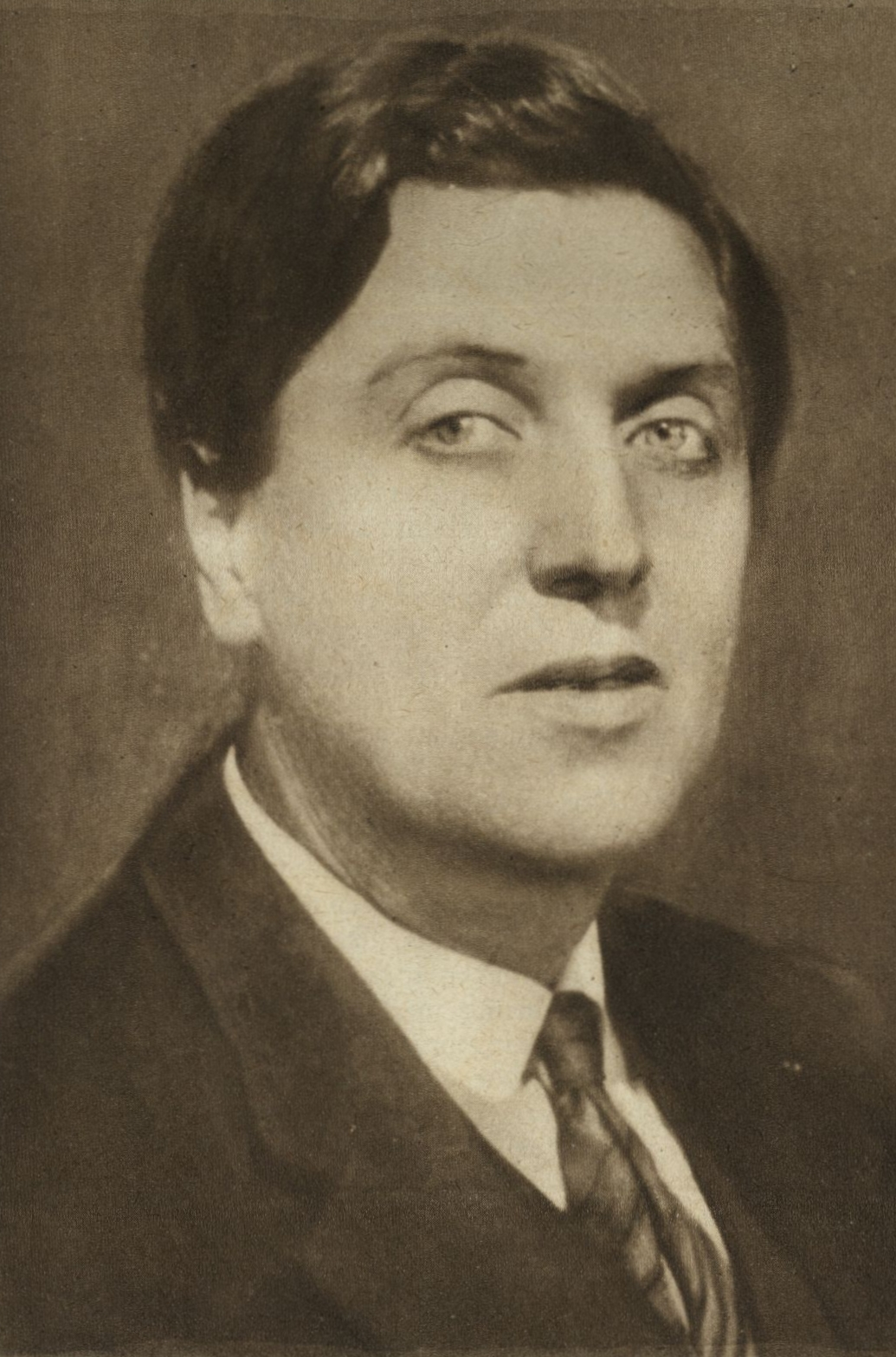
Berg hacia 1930.

El Concierto para violín, también conocido como «Dem Andenken eines Engels» o «A la memoria de un ángel», es una pieza compuesta por Alban Berg entre abril de 1935 y el 11 de agosto de ese mismo año. Louis Krasner fue el solista del estreno, que fue dirigido por Hermann Scherchen en el Festival de la Sociedad Internacional de Música Contemporánea, celebrado en el Palacio de la Música Catalana de Barcelona, el 19 de abril de 1936.

## Historia

### Concepción
Louis Krasner, violinista estadounidense que interpretó algunas de las composiciones contemporáneas más avanzadas, se interesó por la música dodecafónica durante la década de 1930. Empezó a pensar en un concierto compuesto expresamente para él por uno de los grandes compositores dodecafónicos, Arnold Schönberg, o uno de sus dos discípulos, Alban Berg o Anton Webern. Krasner conocía la música de Berg y pensó que, de los tres, éste era la mejor opción debido a que su estilo lírico se adaptaba mejor al violín. Tiempo después, Krasner se dirigió a Webern para solicitarle una pieza a solo, pero ésta nunca fue escrita. 
Después de indagar discretamente acerca del violinista, Berg estuvo de acuerdo en encontrarse con él. El compositor no estaba especialmente interesado en el proyecto, porque en ese momento estaba profundamente involucrado en la composición de la ópera Lulú  y porque dudaba de su habilidad para a componer un concierto virtuosístico. Krasner le convenció de que él no estaba interesado en una obra sobresaliente y vacía, sino en algo sustancial que siguiese la tradición de los conciertos de Johannes Brahms y de Ludwig van Beethoven. Krasner argumentó que una obra lírica para solista ayudaría a que el público comprendiera que la música dodecafónica ni era cerebral, ni obtusa, ni matemática. Además, el encargo era lucrativo y Berg estaba pasando por dificultades financieras. Aceptó el encargo con cierta perturbación, sólo era la segunda vez que iba a escribir a cambio de honorarios.

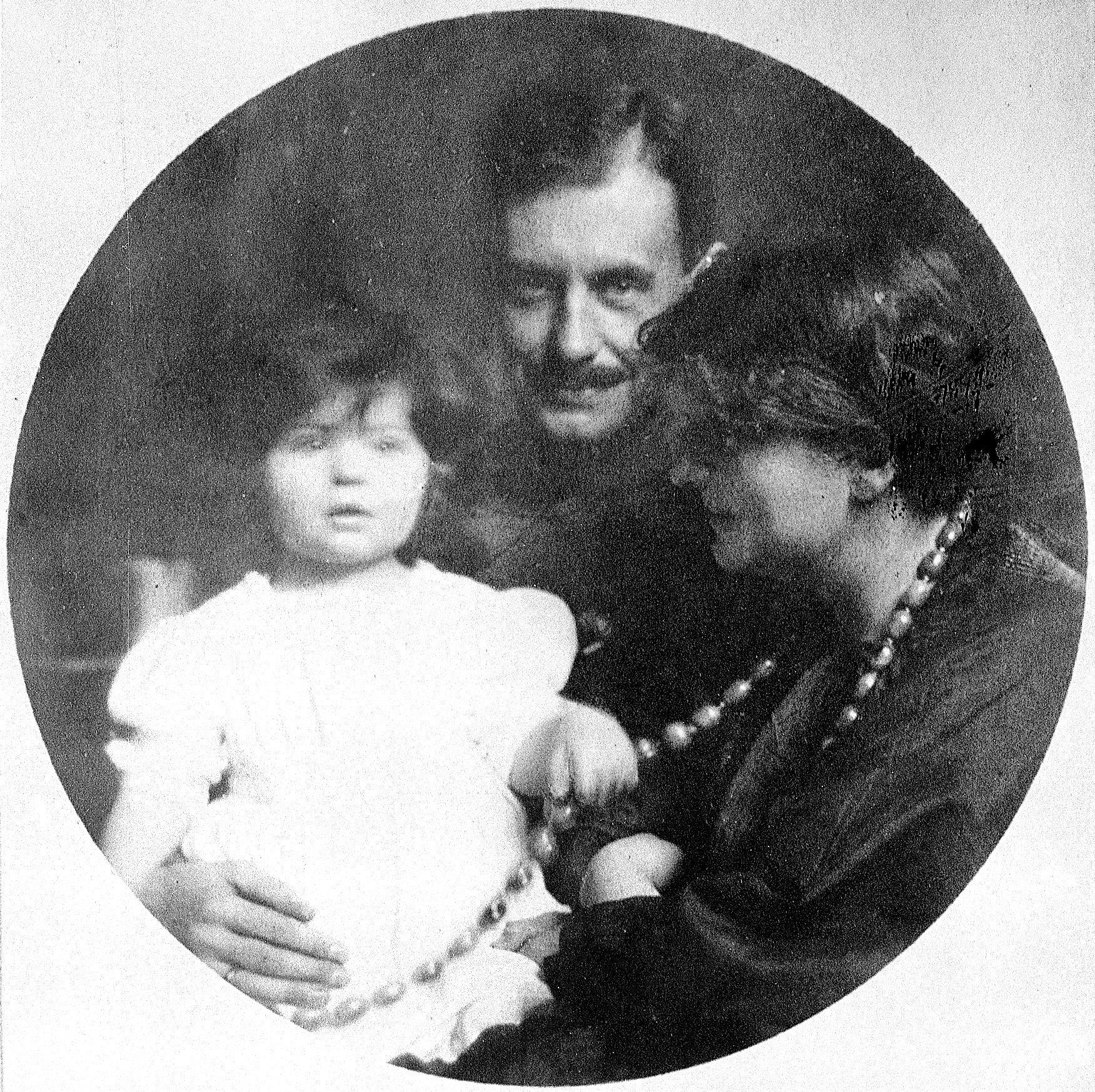
Manon Gropius, Walter Gropius y Alma Mahler (1918)

Poco tiempo después de que Berg aceptara escribir el concierto, sucedió algo que produjo un profundo impacto en la obra. El compositor era amigo de Alma Mahler Gropius y de su familia. Alma, viuda del compositor Gustav Mahler, se había casado después con el arquitecto Walter Gropius (más tarde lo hizo con el novelista Franz Werfel). Tenía dos hijas, Anna Mahler y Manón Gropius. Berg se sentía especialmente ligado a Manón. Mutzi, como la llamaba, tenía 18 años cuando fue atacada por la poliomielitis. Como su madre comentó posteriormente: 

Alban Berg amó a mi hija desde que nació como si fuera hija suya. Ella se hacía más y más hermosa a medida que crecía. Cuando Max Reinhardt la conoció, nos pidió permiso para interpretar el papel del primer ángel en una adaptación de El gran teatro del mundo en Salzburgo. Pero antes que pudiera hacerse ningún arreglo al respecto, ella fue atacada por la parálisis infantil. De forma que permaneció en la cama todo un año y murió el día de Pascua de 1935. No hizo el papel de ángel sino que, en realidad, se convirtió en uno de ellos. Tras su muerte, Berg no pudo terminar su propia ópera, Lulú. Compuso el Concierto para violín que dedicó a la memoria de Manón.[cita requerida]

Berg deseaba que el concierto reflejara en primer lugar la personalidad de Manón y luego el sufrimiento, muerte y transfiguración. Probablemente no es simple coincidencia que su idea fuera similar a la que subyace detrás de la Muerte y transfiguración de Richard Strauss. Ya que esta fue la única obra de Strauss que Berg respetó. 
Mientras trabajaba en el concierto, Berg escribió a Will Reich pidiéndole algunos corales de Johann Sebastian Bach. Berg deseaba incluir un coral dedicado a Manón. Reich envió la música y Berg descubrió que uno de los corales empezaba con las últimas cuatro notas de la serie tonal con la que él estaba trabajando. Así pudo integrar el coral en el concierto de una manera lógica sin que la repentina aparición de la tonalidad en una obra dodecafónica pareciese arbitraria. El coral que eligió fue "Es ist Genug!" ("¡Es suficiente!"). El texto dice: 

¡Es suficiente! ¡Señor, cuando Tú quieras, puedes liberarme de mi yugo! ¡Mi Jesús vendrá: ¡buenas noches, mundo! Me iré a la morada celestial, me iré con seguridad y alegría, mi gran desolación ha quedado atrás. ¡Es suficiente!

### Composición
Temiendo lo peor, trabajó rápidamente. Aunque consultaba a menudo con Krasner. Más que hacer que Krasner ejecutara pasajes en los que el compositor había estado trabajando, Berg le pedía que improvisase durante horas. El compositor parecía que no lo escuchaba, pero cada vez que el violinista se paraba entraba en la habitación y le hacía continuar. De esta manera, Berg aprendió qué tipo de artificios técnicos llegaban a Krasner con más facilidad. Aun así, cuando el concierto estuvo terminado, el solista consideró que algunas partes eran demasiado difíciles. Berg estuvo a punto de revisarlo, cuando Krasner le pidió que le concediera tiempo para trabajar sobre estos desafiantes pasajes. El violinista descubrió que podía dominarlos y al final no se modificó nada. Según su mujer, la salud de Berg no era buena: 

Alban, en la cama, enfermo y torturado por el dolor, trabajaba frenéticamente y sin interrupción para concluir la composición de su Concierto para violín. Rehusando detenerse ni para comer ni para dormir, movía inexorablemente la enfebrecida mano. "Tengo que continuar" respondía a su esposa "no me puedo parar, no tengo tiempo.

El concierto quedó finalizado en agosto, cuando Berg tenía 50 años. En diciembre hubo de ser llevado al hospital, aparentemente víctima de un envenenamiento de la sangre producido por abscesos. A pesar de las operaciones y de las transfusiones de sangre, no mejoró. Él trataba de mantener el buen humor por el bien de su esposa. Pidió por ejemplo, conocer al joven que le había dado la sangre, el cual resultó ser un vienés ordinario e indiferente. Berg comentó: «¡Ojalá me convierta en compositor de operetas!» El 23 de diciembre anunció: «Hoy será un día decisivo.» Murió poco después de medianoche del día 24. Su máscara mortuoria fue tomada por Anna Mahler. El Concierto para violín se convirtió en su propio réquiem.
Berg no llegó a escuchar nunca el concierto que Krasner interpretó por primera vez en Barcelona en el Palacio de la Música Catalana, en marzo del año siguiente. El amigo más íntimo del compositor, Anton Webern, debía haber sido el director, pero éste se encontraba demasiado perturbado por la muerte de Berg como para realizar ensayos. Pasó los dos primeros de los tres ensayos programados trabajando sobre la introducción del concierto y dedicando mucho tiempo a explicar las intenciones de Berg detalladamente (con su castellano titubeante). Por último, Webern renunció dejando a Hermann Scherchen sólo un ensayo para preparar las partes del concierto que los músicos ni siquiera habían leído todavía. Dos años más tarde, Webern escribió a Scherchen: 

¡Y pensar que absolutamente nadie me comprendió! Nadie comprendió como me sentía yo inmediatamente después de la muerte de Berg y que sencillamente no estaba a la altura de la tarea de dirigir el estreno de su última obra.

### Representaciones

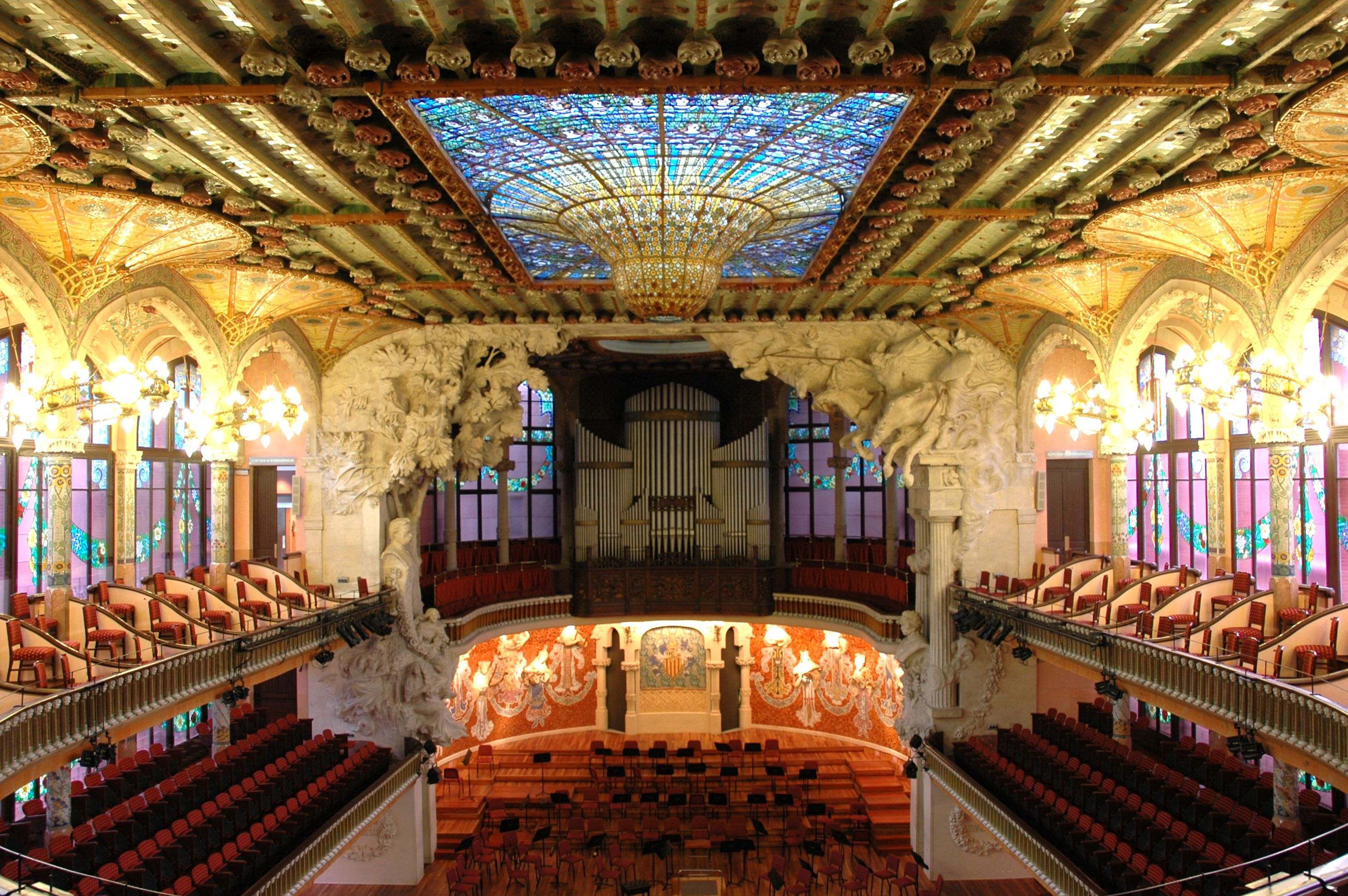
Palacio de la Música Catalana, lugar del estreno.

- Estreno mundial: 19 de abril de 1936, Palacio de la Música Catalana, Barcelona, en el XIV Festival de Música Contemporánea de la Sociedad Internacional. Louis Krasner interpretó la parte solista, bajo la dirección de Hermann Scherchen. Anton Webern estaba destinado a ser el director. Los informes varían en cuanto a si estaba enfermo o era emocionalmente incapaz de hacer frente a esta tarea.
- Estreno británico privado: 1 de mayo de 1936, Londres, en un concierto sólo para invitados. Krasner volvió a ser el solista y Anton Webern dirigió a la Orquesta Sinfónica de la BBC. Esta actuación fue grabada en discos de acetato, que han sobrevivido en la colección de Krasner y que fueron lanzados más tarde en CD.[2]
- Estreno británico público: 9 de diciembre de 1936, Londres, en Queen's Hall en un concierto de la BBC. Krasner fue de nuevo el solista, y Henry Wood dirigió a la Orquesta Sinfónica de la BBC.[3]

## Instrumentación
La partitura está escrita para una orquesta formada por:
- Viento madera: 2 flautas (ambas doblando a flautines), 2 oboes (uno doblando al corno inglés), 1 saxofón alto, 2 clarinetes, 1 clarinete bajo, 2 fagotes, 1 contrafagot.
- Viento metal: 4 trompas, 2 trompetas, 2 trombones, 1 tuba.
- Percusión: timbales, bombo, caja, platillos, tam-tam (grave), gong (agudo), triángulo.
- Cuerda: arpa y una sección de cuerdas formada por violines I y II, violas, violonchelos, contrabajos.

## Estructura y análisis
La obra consta de dos movimientos:
- I. Andante – Allegretto
- II. Allegro – Adagio

La interpretación de la obra dura aproximadamente 26 minutos. El concierto sigue un programa regido por un estricto diseño formal. Cada movimiento se divide en dos secciones. Al igual que en otras obras de Berg, esta pieza combina la técnica dodecafónica típica del serialismo que aprendió de su maestro Arnold Schönberg con pasajes escritos en un estilo más libre, más tonal. La partitura se integra en el serialismo y la tonalidad de una manera notable. A continuación se muestra la serie creada por Berg para este concierto.

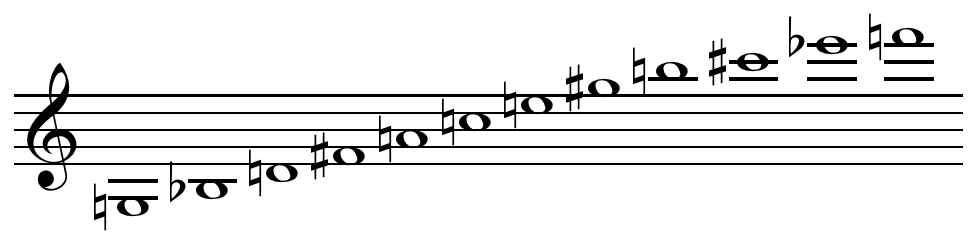
Serie: sol–si–re–fa–la–do–mi–sol–si–do–mi –fa

Aunque esta contiene las doce notas de la escala cromática, hay un fuerte trasfondo tonal. Las tres primeras notas de la serie forman una tríada de sol menor. Las notas de la tercera hasta la quinta son una tríada en re mayor. Las notas de la quinta a séptima son una tríada de la menor, de la nota séptima hasta la novena son una tríada de mi mayor y las últimas cuatro notas (si–do♯–mi♭–fa) junto con la primera (sol) forman parte de una escala de tonos enteros. Las raíces de las cuatro tríadas se corresponden con las cuerdas abiertas del violín, que se destacan en el pasaje inicial de la pieza. Las tríadas resultantes, por tanto están relacionadas por quintas y forman una cadencia que oímos justamente antes de que la serie sea interpretada por primera vez por el violín. Las últimas cuatro notas de la serie, ascendiendo por tonos enteros, son también las primeras cuatro notas de la melodía del coral "Es ist Genug!" (¡Es suficiente!). Berg cita literalmente este coral en el último movimiento de la pieza, donde la armonización de Johann Sebastian Bach se escucha en los clarinetes. Existe otro pasaje tonal citado directamente en la obra en forma de una canción popular de Carintia en la segunda sección del primer movimiento, que devuelve brevemente antes de la coda en el segundo movimiento. Esta es quizás la única sección cuyos materiales no se derivan de la serie. 

### I.Andante – Allegretto
El primer movimiento, marcado Andante – Allegretto, representa la vida de Manón, tratando de hacer un retrato musical de la muchacha.
- El Andante está estructurado como una clásica forma sonata-allegro.[1] Comienza de manera elemental, el solista toca las cuatro cuerdas abiertas del violín. Es como si el concierto creciese desde estos sonidos básicos del violín.
- El Allegretto es un movimiento de danza que refleja la felicidad de Manón y su vivacidad.[1] Hay secciones anotadas como scherzando, wienerish (de forma vienesa) y rústico; hay ritmo de vals y figuras propias del canto tirolés. También hay una canción folclórica real de la Carintia.

### II.Allegro – Adagio
El segundo movimiento, marcado Allegro – Adagio, representa la catástrofe de la muerte y en última instancia la sublimidad de la transfiguración. Invierte el esquema típico de la sinfonía clásica, colocando en primer lugar un movimiento rápido seguido de uno lento.
- El Allegro es un movimiento intenso y elaborado similar a una cadenza. Está basado en gran medida en una única célula rítmica recurrente, con pasajes muy difíciles en la parte solista. Esta sección es intencionalmente áspera y disonante con el fin de describir la enfermedad de Manón. Después se entona la coral "Es ist Genug!" de Bach como recuerdo de la muerte de la joven.[1] Después de dos variaciones del coral, se recuerda la canción folclórica de Carintia con gran pathos y la pieza termina tiernamente con el solo de violín elevándose hacia su registro más agudo, de esta manera simboliza el ascenso de Manón hacia el cielo. La orquestación se vuelve más violenta en su punto culminante, que es literalmente anotado en la partitura como "punto culminante del Allegro".
- El Adagio, de carácter tranquilo, es un conjunto de variaciones basadas en el coral de Bach.[1]

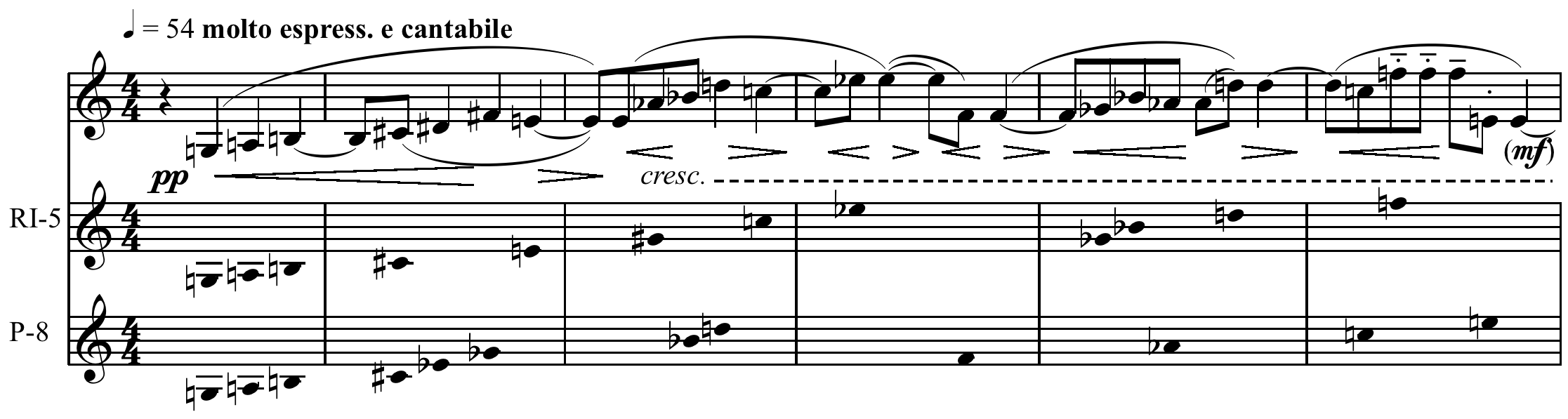
Melodía del "lamento" y su construcción con los sonidos de RI-5 y P-8

## Significado
Este retrato de Manón es lo que podría denominarse el programa público del concierto. Existen evidencias considerables que muestran que Berg también intentó darle un significado adicional y privado. En el Concierto para violín, como en la mayoría de sus obras de madurez, se entregó a la numerología mística. Las marcas de los tiempos y las longitudes de las frases y de las secciones a menudo están determinadas por tres números «mágicos»:
- el número 23, que fue su propio número fatídico;
- el número 10, que usó en varias obras para simbolizar a Hannah Fuchs-Robettin, la mujer con la que tuvo una aventura secreta durante los últimos 10 años de su vida; y
- el número 28, todavía no explicado.

Los cálculos que aparecen en los márgenes del manuscrito de Berg confirman su preocupación respecto a estos tres números. En particular, las variaciones sobre el coral de Bach están estructuradas de acuerdo a las longitudes de los compases de 10, 23 y 28. ¿Por qué usaría Berg símbolos de su amor por Fuchas-Robettin en un concierto concebido como recuerdo a la memoria de Manón Gropius?
Según el erudito en Berg, Douglas Jarman, otro rompecabezas hace referencia al texto (no escuchado) de la canción folclórica de Carintia que Berg cita. Ya que las palabras del coral de Bach son apropiadas para el concierto y ya que en otras obras de Berg los textos originales de las citas siempre se refieren al significado de la música... ¿no es razonable suponer que el texto de la canción folclórica sea relevante? Aunque las palabras de esta inocente canción no tienen nada que ver ni con Hannah Fuchs-Robettin ni con Manón Gropius, sino que hablan de una joven llamada Mizzi. Como suele suceder, hubo una Mizzi en la vida de Berg. Cuando tenía 17 años, el compositor tuvo una aventura con Marie Scheuchi, cuyo apelativo cariñoso probablemente fuese Mizzi. Berg y Mizzi tuvieron una hija que nació en 1902.
Quizás la canción folclórica se refiere no sólo a la inocencia de Manón sino también, más secreta y específicamente, al primer amor de Berg. Quizá el número secreto 28 se refiere a Mizzi Scheuchl o bien a la hija ilegítima de ambos. Tal vez Berg identificaba a su única hija, para la que nunca pudo ser un verdadero padre, con Manón Gropius, a la que estimó «como si hubiera sido su propia hija». Dado que el compositor pudo haber presentido que este concierto sería su última obra, es probable que incluyera en él referencias ocultas a su verdadera hija y a su hija sustituta, así como también a sus amores primero y último. Esto se recuerda, en una canción escuchada "como de lejos", como una implicación debida a la inocencia de la juventud; y el otro, tal como está simbolizado en las longitudes de frase de las variaciones del coral Es suficiente, teñido con el pathos de la muerte inminente.

## Discografía selecta
- 1979 – Violin Concertos. Orquesta Sinfónica de Boston, Seiji Ozawa, Itzhak Perlman (DG 413 725-2).
- 1991 – Violinkonzerte. Orquesta Sinfónica de la BBC, Pierre Boulez, Yehudi Menuhin (EMI Classics CDM 7 63989 2).
- Orquesta Filarmónica Checa, Václav Neumann, Josef Suk (Supraphon).
- Orquesta Sinfónica de la Radio de Baviera, Rafael Kubelík, Henryk Szeryng (DG).
- Orquesta Real del Concertgebouw, Ígor Markévich, Arthur Grumiaux (Philips).
- Orquesta de la Suisse Romande, Ernest Ansermet, Christian Ferras (Claves).
- Orquesta Sinfónica de la Radio de Baviera, Colin Davis, Gidon Kremer (Philips).
- Orquesta Mozart, Claudio Abbado, Isabelle Faust (Harmonia Mundi).